# San Ángel
 (février 2017).
Si vous disposez d'ouvrages ou d'articles de référence ou si vous connaissez des sites web de qualité traitant du thème abordé ici, merci de compléter l'article en donnant les références utiles à sa vérifiabilité et en les liant à la section « Notes et références ».
San Ángel est un quartier du sud de la ville de Mexico, ancien village absorbé par la tentaculaire mégapole. Ses caractéristiques principales sont ses rues pavées bordées de palais et autres demeures de style colonial et sa forte activité culturelle. C'est un des quartiers de prédilection des artistes, avec Coyoacán. Aujourd'hui il fait partie des quartiers chics de la ville où règne une ambiance plutôt tranquille. Visité par les touristes, notamment en raison de la présence dans ce quartier de la maison-atelier des peintres Frida Kahlo et Diego Rivera conçue par Juan O'Gorman.